# 詹姆斯·瓊斯 (作家)
詹姆斯·拉蒙·琼斯（1921年11月6日—1977年5月9日）是一位美国小说家，他的作品聚焦第二次世界大战及其影響。 1952年，他凭借處女作獲得美國國家圖書獎。一年后，该作品被改编成电影亂世忠魂並最終獲得奥斯卡最佳影片奖，後來又被改编成电视连续剧。琼斯最終因心臟衰竭去世。 